# Achalinus rufescens
Achalinus rufescens е вид влечуго от семейство Xenodermatidae. Видът е незастрашен от изчезване.

## Разпространение
Разпространен е във Виетнам, Китай (Гуандун, Гуанси, Гуейджоу, Джъдзян, Дзянси, Фудзиен, Хайнан и Шънси) и Хонконг.

## Описание
Популацията им е стабилна.